# 김영호 (1952년)
김영호(金英虎, 1952년 - )는 조선민주주의인민공화국의 정치인이다. 전 조선로동당 중앙위원회 정치국 후보위원 겸 내각사무장이다. 최고인민회의 제12기 대의원 겸 대의원자격심사위원회 의원이다.

## 경력
1952년에 태어났다. 2001년 내각사무국 부국장을 거쳐, 2005년 3월부터 내각사무국장을 맡았다. 2007년 6월 도·시·군 인민회의 대의원 선거 중앙선거지도위원회 위원, 그리고 2009년 4월 최고인민회의 제12기 대의원자격심사위원회 위원을 지냈다. 2010년 9월, 조선로동당 중앙위원회 후보위원에 선임되었다.

## 최고인민회의 대의원
2009년 4월 최고인민회의 제12기 대의원에 선출되었다.

## 기타
2008년 박성철, 2011년 김정일 사망 당시에 국가장의위원회 위원을 맡았다.